# アンドレア・アーノルド
アンドレア・アーノルド（Andrea Arnold, OBE、1961年4月5日 - ）は、イギリスの映画監督、脚本家である。『フィッシュ・タンク』を手がけたことで知られている。

## 経歴
1961年4月5日、ケントに生まれる。1980年代、『トップ・オブ・ザ・ポップス』などのテレビ番組に出演した。1991年、アメリカン・フィルム・インスティチュートを卒業する。
1998年、短編映画『Milk』で映画監督デビューを果たす。2003年、短編映画『Wasp』を手がける。同作は第77回アカデミー賞にて短編実写映画賞を受賞した。2006年、初長編監督映画『Red Road』が第59回カンヌ国際映画祭にて審査員賞を受賞する。
2009年、ケイティ・ジャーヴィス主演の『フィッシュ・タンク』を監督する。同作は第62回カンヌ国際映画祭にて審査員賞を受賞した。
2011年、大英帝国勲章を受章する。同年、エミリー・ブロンテの『嵐が丘』を映画化した『Wuthering Heights』が第68回ヴェネツィア国際映画祭コンペティション部門にて上映され、撮影賞を受賞。2014年には第67回カンヌ国際映画祭の「批評家週間」部門で審査員長を務めた。
2016年には『アメリカン・ハニー』が、第70回カンヌ国際映画祭コンペティション部門で上映され、自身の監督作品としては3度目となる審査員賞を受賞。第19回英国インディペンデント映画賞でも監督賞を受賞した。
2021年、第74回カンヌ国際映画祭の「ある視点」部門で審査員長を務めた。

## フィルモグラフィー

### 長編映画
- Red Road （2006年） - 監督・脚本
- フィッシュ・タンク Fish Tank （2009年） - 監督・脚本
- ワザリング・ハイツ 〜嵐が丘〜 Wuthering Heights （2011年） - 監督・脚本
- アメリカン・ハニー American Honey （2016年） - 監督・脚本
- COW/牛 Cow （2021年） - 監督（ドキュメンタリー）
- バード ここから羽ばたく Bird （2024年）-  監督・脚本

### 短編映画
- Milk （1998年） - 監督・脚本
- Dog （2001年） - 監督・脚本
- Wasp （2003年） - 監督・脚本

### テレビ
- トランスペアレント Transparent （2015年） - 監督

## 受賞
- 2007年 - 第60回英国アカデミー賞 - カール・フォアマン賞（『Red Road』）[15]
- 2009年 - 第12回英国インディペンデント映画賞 - 監督賞（『フィッシュ・タンク』）[16]
- 2016年 - 第19回英国インディペンデント映画賞 - 監督賞（『American Honey』）[17]